# Who Named It?
Who Named It? (Quem Nomeou Isto?) é um dicionário em língua inglesa de epônimos médicos e as pessoas associadas com a sua identificação. Através deste dicionário, vários epônimos e pessoas são retradadas em extensos artigos com compreensíveis dados biográficos e bibliográficos. Está sediado na Noruega e é mantido pelo historiador médico Ole Daniel Enersen.

## Ligações Externas
- Site Oficial (em inglês)